# 羅森山脈
羅森山脈是南極洲的山脈，位於紐西蘭羅斯屬地，處於羅斯冰架的東南面，屬於毛德王后山脈的一部分，由南極條約體系管理。
86°40′S 155°0′W / 86.667°S 155.000°W